# Tchetti
Tchetti è un arrondissement del Benin situato nella città di Savalou (dipartimento delle Colline) con 9.669 abitanti (dato 2006).